# Lizz Wright

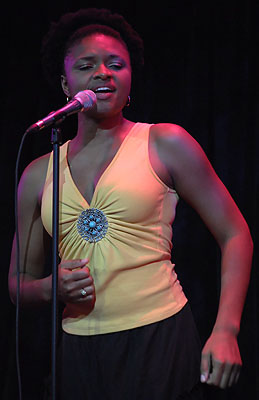
Lizz Wright

Lizz Wright (Hahira, 22 de enero de 1980) es una cantautora de jazz estadounidense. 

## Carrera musical
Nació en el estado de Georgia, su padre fue predicador y su madre cantaba góspel en la misa. Tiene dos hermanos con quienes formó un trío vocal que acompañaba a su padre en la iglesia. A los 14 años aprendió a tocar sola el piano. Asistió al Houston County High School, donde participó en grupos corales y recibió el premio nacional de coro. Estudió canto en la Georgia State University de Atlanta y más tarde en Nueva York y en Vancouver.
Su familia no le permitía escuchar música profana. Hizo su primera actuación en un club en el centro de Atlanta. Dice de su primera actuación: "canté Amazing Grace como un blues. Esta canción que yo conocía de toda mi vida salió de mí como un rugido, con ira, tristeza y toda mi curiosidad. Lo más gracioso de la transición del góspel al jazz es que sentí que el jazz tenía un familiar carácter sagrado. En todas mis aventuras en la música, me he sentido atraída por las chispas del interior familiar de lo desconocido. Por ejemplo, cuando escuché por primera vez lo que la gente llama el blues, me sorprendió, porque había escuchado ese sonido toda la vida. Así fue como las madres cantaban en la iglesia”.
Comenzó más tarde con el cuarteto vocal In the Spirit en 2000, y más tarde la contrató Verve Records. Su primer álbum Salt tuvo muy buenas críticas y le permitió hacerse un lugar entre las cantantes que en ese momento trataban de renovar el jazz vocal como Eva Cassidy, Madeleine Peyroux, Lisa Ekdahl, Diana Krall, Jane Monheit o Patricia Barber.
Los dos álbumes siguientes Dreaming Wide Awake y The Orchard consolidaron su posición y reforzaron sus puntos fuertes de su enfoque góspel y soul.
Lizz Wright publicó en 2010 su álbum Fellowship, una referencia a sus raíces en el góspel, por un lado, y su eclecticismo en el otro. El álbum comprende piezas de Jimi Hendrix, Eric Clapton y Gladys Knight, y material más moderno de Joan Wasser, de Joan as Police Woman, de la escena indie-rock. Wright dijo de él: "Yo quería hacer algunas canciones de donde provengo, un poco de gospel puro, pero también tenía algunas otras cosas, que también entiendo como sagradas, que quería compartir."
Su disco de 2015  Freedom & Surrender, producido por Larry Klein, demuestra su talento como compositora y también incluye River Man, de Nick Drake, y To Love Somebody, de los Bee Gees. Como en sus anteriores álbumes presenta un jazz vocal exquisito con barniz soul y raíces en el góspel. Prince, dos días antes de morir, no se la quiso perder en un club de Minneapolis, el Dakota. Según The New York Times, es la heredera de una «línea directa que va de Odetta hasta Tracy Chapman, cantantes que tienen como fuente primigenia la tradición espiritual afroamericana». Entre sus seguidores se encuentra Barack Obama, que incluía uno de los temas del disco, Dreamer and Surrender, en la lista de reproducción que hizo en Spotify este verano.
Respecto a su estilo vocal no se trata simplemente de una cuestión de riqueza de su tono de voz o de su control sin igual, sino de la sensibilidad y perspicacia que muestra a través de todas sus interpretaciones.

## Discografía

### Álbumes en solitario
- Salt – 2003
- Dreaming Wide Awake – 2005
- The Orchard – 2008
- Fellowship - 2010
- Freedom & Surrender - 2015
- Grace – 2017

### Como Invitada
- "No One but Myself to Blame" y "Fool's Gold" en The Pecan Tree de Joe Sample (2002)
- "...Till Then" y "The Fiddle and the Drum" en ...Till Then de Danilo Pérez (2003)
- "Don't Let Me Be Lonely Tonight" en Closer de David Sanborn (2005)
- "Come Rain or Come Shine" en One More for the Road de Toots Thielemans (2006)
- "Freedom" (backing vocals) en Supply and Demand de Amos Lee (2006)
- "Reaching for the Moon" con la violinista Regina Carter en We All Love Ella: Celebrating the First Lady of Song (2007)
- "Whispering Pines" con Jakob Dylan en Endless Highway – A Tribute to The Band (2007)
- "Stillness: Winterhouse" en Persona de Massimo Biolcati (2008)
- "A Change Is Gonna Come" en Nordstrom's The Royal Blues: Celebrating the Queens of Blues and Jazz (2009)
- "Nobody's Fault but Mine" en Pour une âme souveraine: A Dedication to Nina Simone by Meshell Ndegeocello (2012)